# Toyota Prius (XW50)
Toyota Prius thế hệ thứ tư (XW50) lần đầu được trưng bày vào tháng 9 năm 2015 tại Las Vegas, và được giao cho khách hàng lẻ tại Nhật Bản ngày 9 tháng 12 năm 2015. Việc ra mắt tại thị trường Bắc Mỹ diễn ra vào tháng 1 năm 2016 và tháng 2 ở châu Âu. Toyota dự kiến sẽ bán 12.000 xe Prius thế hệ thứ tư mỗi tháng tại Nhật Bản và đạt doanh số hàng năm từ 300.000 đến 350.000 chiếc.
Tháng 8 năm 2013, Satoshi Ogiso, Giám đốc điều hành của Toyota, cũng là kỹ sư trưởng dòng Prius, công bố một số cải tiến và tính năng chính của Prius thế hệ mới. Prius thế hệ thứ tư là mẫu đầu tiên sử dụng nền tảng mô-đun Toyota New Global Architecture (TNGA), có trọng tâm thấp hơn và tăng độ cứng kết cấu. Những tính năng này, cùng với các cải tiến khác cho phép cải thiện tính năng lái, khả năng cơ động và khí động học. Tính khí động học được cải thiện góp phần tạo ra một ngoại thất hoàn toàn mới, còn cho một nội thất rộng rãi hơn. Ogiso cũng giải thích rằng hybrid plug-in (hệ thống kế hợp xăng - điện với khả năng sạc từ nguồn điện bên ngoài) Prius thế hệ thứ tư, có tên là Prius Prime, sẽ được phát triển song song với mẫu Prius tiêu chuẩn.
Prius thế hệ thứ tư dài hơn 6,1 cm, rộng hơn 1,5 cm và  thấp hơn 2,0 cm so với thế hệ trước; đằng sau là  hệ thống treo độc lập tay đòn kép thay cho thế hệ trước đó sử dụng thanh xoắn. Phía trước là đèn pha LED như thiết bị tiêu chuẩn. Toyota tuyên bố xe có hệ số cản không khí Cd = 0,24, tốt hơn so với 0,25 của thế hệ thứ ba, và bằng vớiTesla Model S. Tùy chọn kéo moóc ở Anh cho phép tối đa 1.600 lb (730 kg).
Hệ thống truyền động
Prius thế hệ thứ tư cải thiện khả năng tiết kiệm nhiên liệu đáng kể với thiết kế nhỏ gọn hơn, nhẹ hơn mà chi phí lại thấp hơn. Những mục tiêu này đạt được thông qua việc phát triển thế hệ truyền động mới với những tiến bộ đáng kể trong công nghệ pin, động cơ điện và động cơ xăng. Bộ pin cải thiện  có mật độ năng lượng cao hơn; động cơ điện nhỏ hơn, mật độ công suất cao hơn động cơ Prius trước đó; và động cơ xăng có hiệu suất nhiệt tối đa hơn 40% (của Prius thế hệ thứ ba là 38,5%). Mức tiêu thụ nhiên liệu Prius được cải thiện trung bình khoảng 10% mỗi thế hệ và Toyota đặt ra thách thức tiếp tục cải thiện với tốc độ này.. Cũng như thế hệ trước, xe có nắp ca pô bằng nhôm.
Theo thử nghiệm với chu kỳ JC08 của Nhật Bản, Toyota hy vọng Prius thế hệ thứ tư sẽ đạt được mức tiêu thụ nhiên liệu 40,8 km/l. Mẫu xe năm 2016 của Prius có EPA đánh giá tiết kiệm nhiên liệu chính thức là 54 mpg‑Mỹ (4,4 L/100 km; 65 mpg‑Anh)   trong thành phố, 50 mpg‑Mỹ (4,7 L/100 km; 60 mpg‑Anh)   cho đường cao tốc và 52 mpg‑Mỹ (4,5 L/100 km; 62 mpg‑Anh)  cho hành trình kết hợp. Phiên bản Eco mới là bản cấp trung cấp, có pin lithium-ion, có xếp hạng EPA chính thức là 58 mpg‑Mỹ (4,1 L/100 km; 70 mpg‑Anh) trong thành phố, 53 mpg‑Mỹ (4,4 L/100 km; 64 mpg‑Anh)  trên đường cao tốc và 56 mpg‑Mỹ (4,2 L/100 km; 67 mpg‑Anh)  kết hợp. Hiệu quả được cải thiện này phần lớn là do Eco giảm trọng lượng, có pin nhẹ hơn, không mang theo lốp dự phòng và thiếu một số tính năng như gạt nước kính sau và lót cửa khoang hành lý.
Prius Eco 2016 với mức tiết kiệm nhiên liệu kết hợp giữa thành phố / đường cao tốc là 56 mpg‑Mỹ (4,2 L/100 km; 67 mpg‑Anh), vượt qua  Insight đời 2000 với 53 mpg‑Mỹ (4,4 L/100 km; 64 mpg‑Anh) thế hệ đầu tiên là chiếc xe tiết kiệm nhiên liệu nhất hiện có ở Bắc Mỹ không có khả năng cắm sạc từ nguồn điện ngoài. Tuy nhiên, Honda Insight vẫn đạt được chỉ số đường cao tốc là 61 mpg‑Mỹ (3,9 L/100 km; 73 mpg‑Anh), cao hơn so với Prius ở mức 53 mpg‑Mỹ (4,4 L/100 km; 64 mpg‑Anh). Tính đến  tháng 3 năm 2016, chỉ có ba mẫu hybrid với khả năng sạc ngoài trên thị trường có mức tiết kiệm nhiên liệu kết hợp cao hơn Prius Eco ở chế độ kết hợp EV, đó là  BMW i3 REx (88 MPG-e), Chevrolet Volt (77 MPG-e) và Toyota Prius Plug-in Hybrid thế hệ đầu tiên (56 MPG-e).

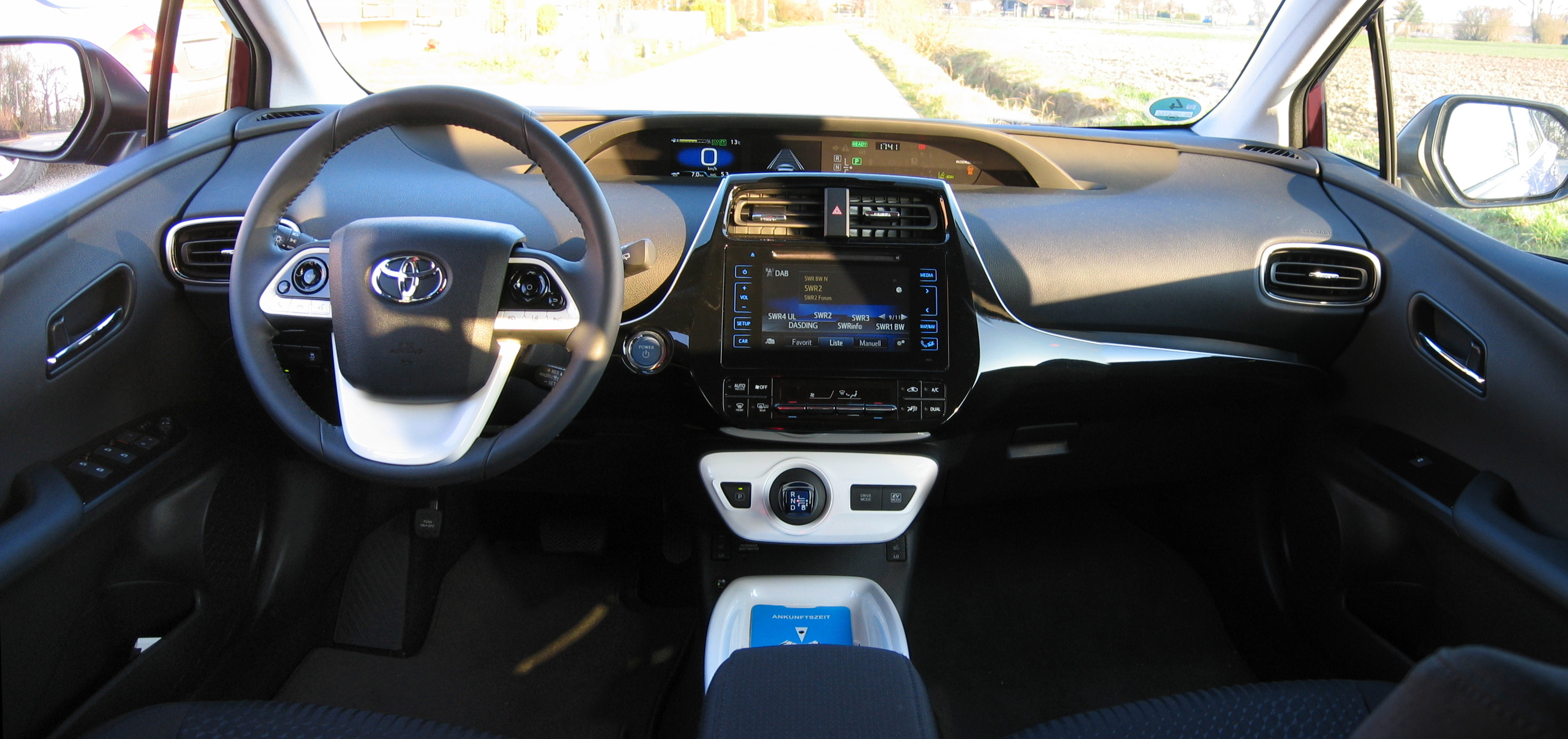
Nội thất

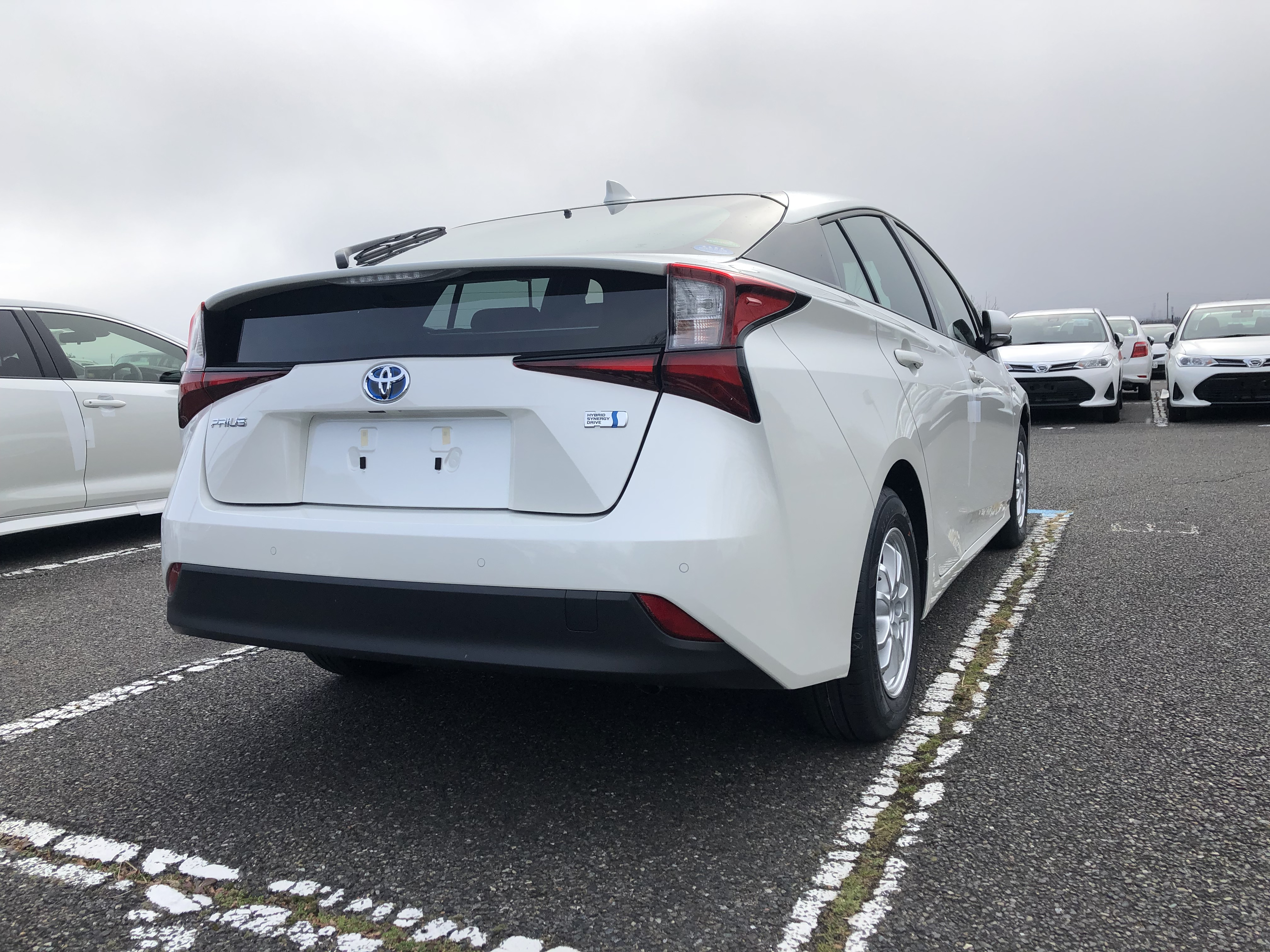
Toyota Prius 2019 (facelift - bản nâng cấp ngoại thất, Nhật Bản)

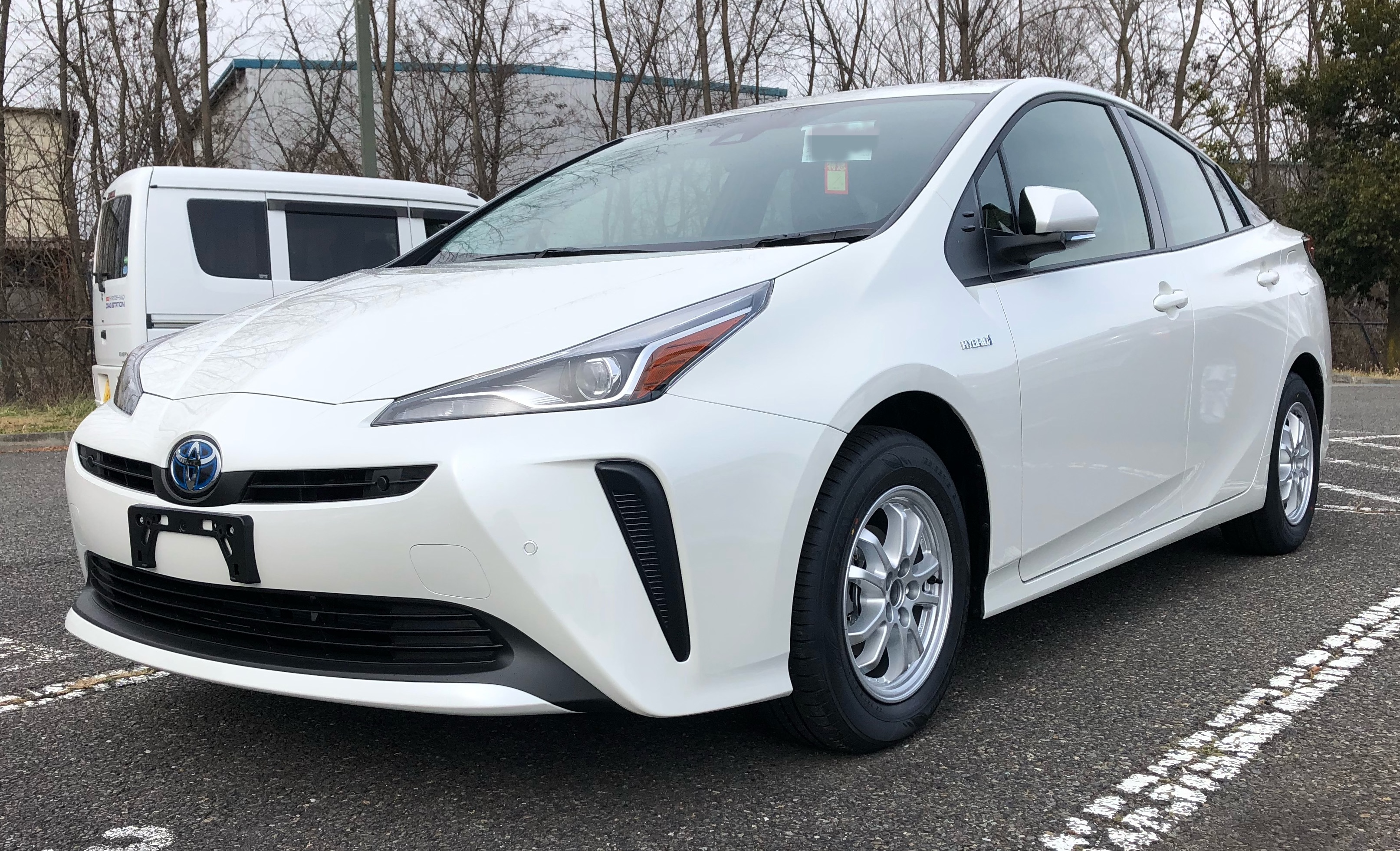
Toyota Prius 2019 (facelift - bản nâng cấp ngoại thất, Nhật Bản)

Vào cuối tháng 11 năm 2018, đối với đời xe 2019, dòng xe rius tại thị trường Mỹ được giới thiệu mẫu dẫn động bốn bánh có hệ thống e-Four của Toyota. Mẫu này đã có trước tại thị trường Nhật Bản từ năm 2015 và các phiên bản hybrid của RAV4 và Lexus NX. Ngoài ra, Prius nhận được gói nâng cấp với đèn pha và đèn sau được thiết kế lại, ra mắt tại Nhật Bản ngày 17 tháng 12 năm 2018.
Hộp số vô cấp eCVT của Prius sử dụng truyền động bánh răng, không như nguyên lý ma sát với đai dẫn động đẩy bằng thép kết hợp với mặt đĩa hình côn như trên hộp số vô cấp cơ CVT của xe thông thường chỉ có động cơ xăng. Về mặt cơ khí, ngoài chuyển động xoay tròn của bánh răng, do không có bộ phận nào phải xê dịch nên eCVT có độ tin cậy rất cao.
Để phối hợp công suất từ động cơ xăng và động cơ điện, eCVT trên Prius sử dụng bộ chia công suất (Power Split Device) là cơ cấu bánh răng hành tinh:
1. Động cơ/máy phát (Motor Generator) MG1 nối trực tiếp với vành răng và đău ra công suất đến vi sai dẫn động bánh xe.
2. Động cơ/máy phát MG2 nối trực tiếp với bánh răng hành tinh.
3. Đông cơ xăng truyền công suất đến bánh răng mặt trời.Cơ cấu bánh răng hành tinh: Đỏ/xanh da trời: bánh răng hành tinh.  Xám: vành răng, cũng có thể xoay, tuy trong mô hình này không thể hiện.  Xanh lá: bánh răng mặt trời

Cơ cấu bánh răng hành tinh: Đỏ/xanh da trời: bánh răng hành tinh. Xám: vành răng, cũng có thể xoay, tuy trong mô hình này không thể hiện. Xanh lá: bánh răng mặt trời

Máy tính của hộp số chịu trách nhiệm khởi động/dừng, thay đổi tốc độ của 3 thành phần trên (kể cả chiều quay của MG1/MG2) để đạt chế độ làm việc tối ưu cho các mức tải và tốc độ xe khác nhau. Tất cả sự phức tạp nằm ở các cảm biến và chương trình của máy tính để kiểm soát tốc độ và mô men xoắn của 3 cụm bánh răng này.

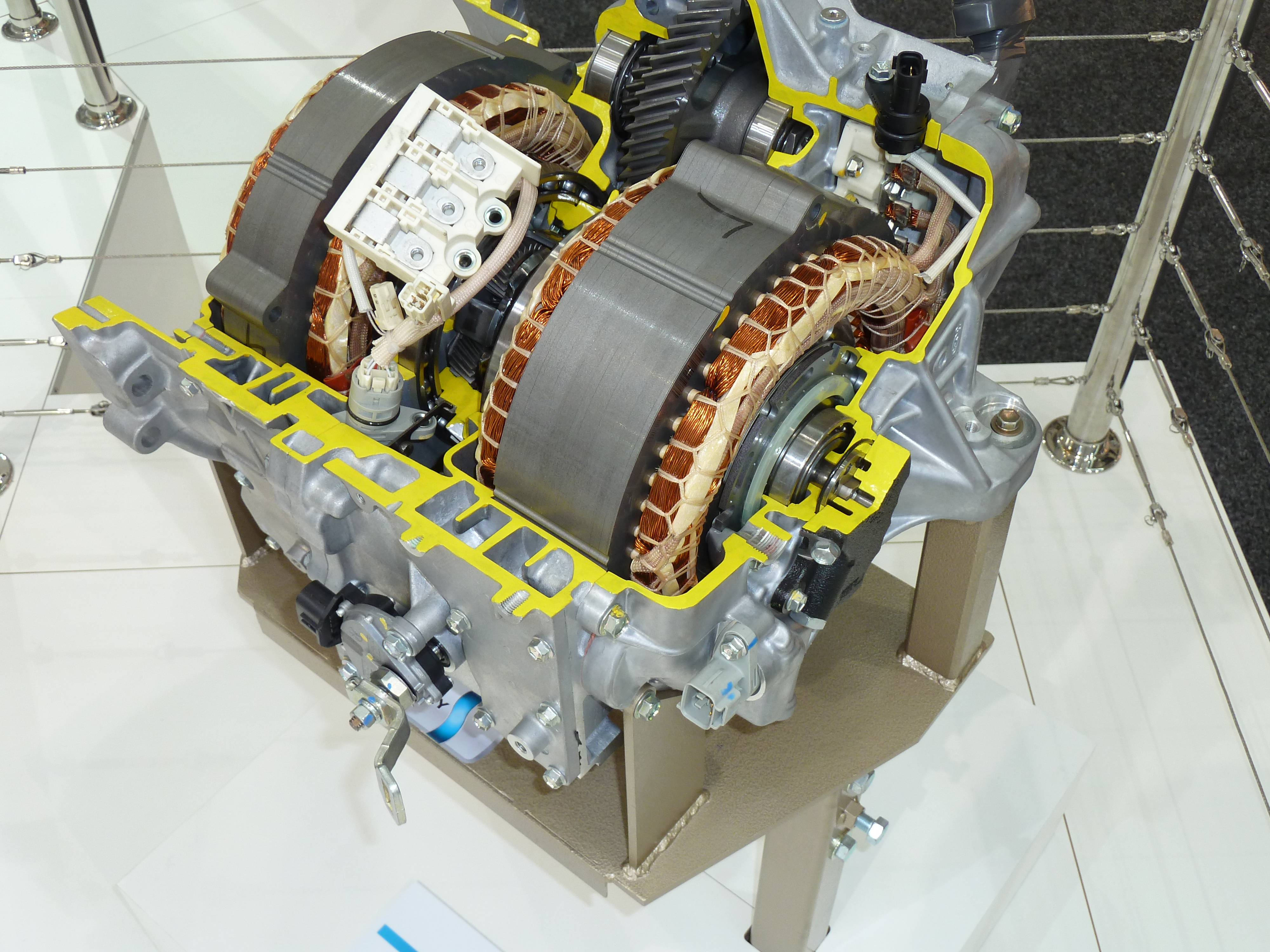
Mô hình cắt cho thấy Bộ Chia Công Suất bánh răng hành tinh nhỏ gọn nằm giữa MG1 và MG2 trên thế hệ thứ 3, thế hệ thứ 4 có MG1 và MG2 nằm song song thay vì đồng trục nhưng nguyên tắc làm việc như nhau trong đó MG1 vẫn kết nối với vành răng nhưng qua bánh răng trung gian.

Một số trang bị tiêu chuẩn trên bản trung LE:
8 túi khí (2 trực diện-trước, 2 dưới chân-trước, 2 bên-trước, 2 rèm-trước/sau)
Cân bằng điên tử-VSC, chống trượt-Trac, chống bó phanh-ABS
Điều khiển hành trình với radar toàn dải tốc độ, phanh khẩn cấp tự động, cảnh báo người đi bộ
Camera lùi, cảnh báo lùi, cảnh báo va chạm, hỗ trợ đỗ thông minh
Hỗ trợ giữ làn, cảnh báo điểm mù
Cảnh báo áp suất lốp
Đèn pha Bi-LED chống chói tự động, LED ban ngày

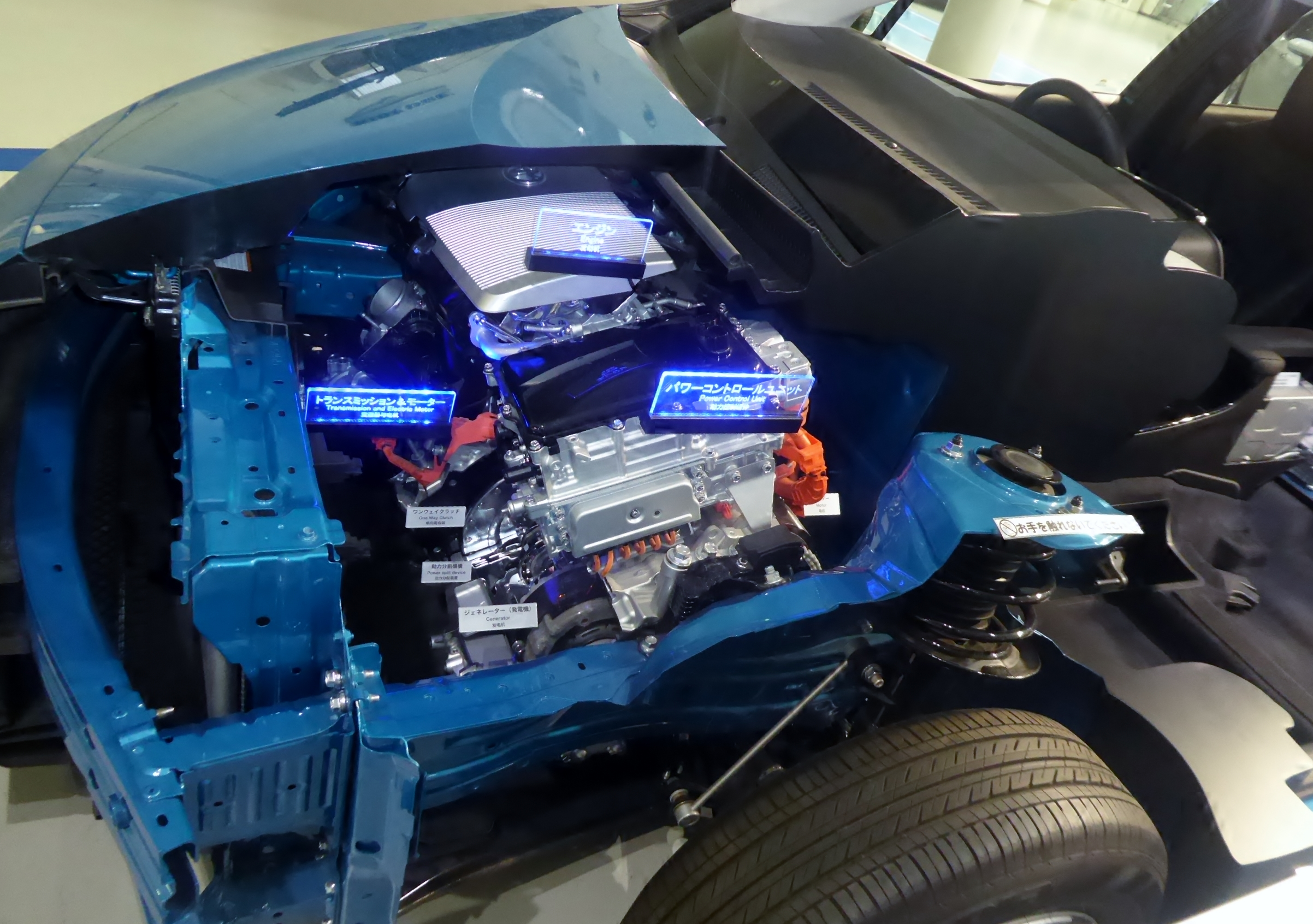
Hệ thống truyền động hỗn hợp của Prius Prime

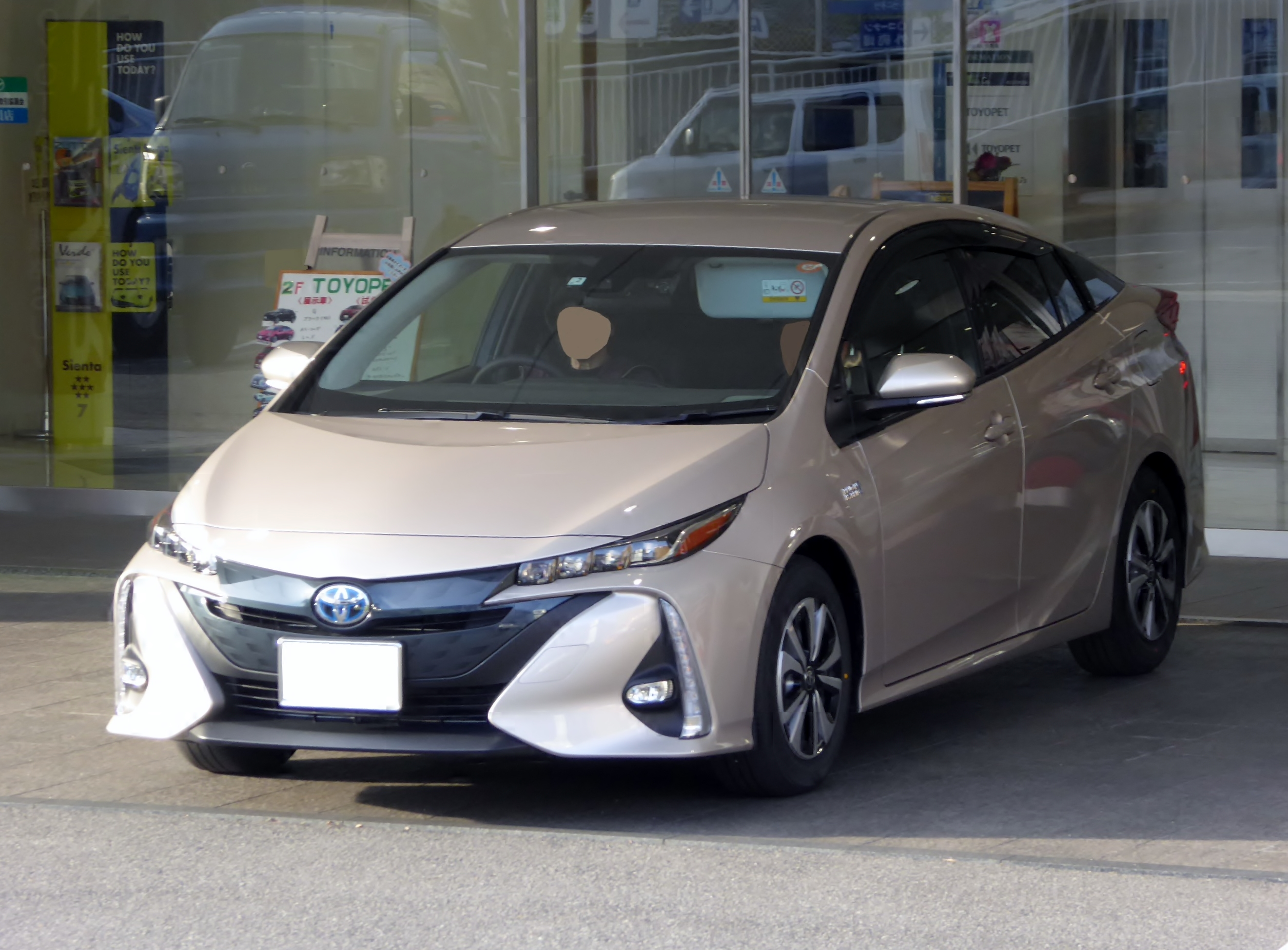
Prius Prime

Vành hợp kim 15 in.
Gạt nước kính sau
Sưởi gương ngoài
Điều hòa thông minh